# ロック (音楽)
音楽ジャンルとしてのロック、もしくはロック・ミュージック、ロック音楽（ロックおんがく、英語: Rock music）は、1950年代にアメリカ合衆国の黒人音楽であるロックンロールやブルース、カントリーミュージックを起源とし、1960年代以降、特にイギリスやアメリカ合衆国で、幅広く多様な様式へと展開した強いビートと電気的に増幅した大音量のサウンドを特色とする。
また、ロックミュージックは英国のモッズやスウィンギング・ロンドン、1960年代後半の米国のヒッピームーブメントやカウンターカルチャーなどの社会運動が高揚した時代と同時期に絶頂期を迎えた。1970年代後半のパンクは、ニューウェイヴへと発展した。

## 概要
ロックンロールは、R&B、ブルースとカントリーなどを融合することで誕生した。その後ビートルズの登場により、ロックンロールは抽象的な要素を含むようになり「ロック」と呼ばれるようになっている。1950年代から1960年代初頭のラブ・ソング主体のポップスやロックンロールとは異なり、「ロック」の歌詞は、体制に対する反乱、政治・社会的問題、芸術、恋愛、哲学など、幅広いテーマを扱っていた。
音楽批評家のロバート・クリストガウは多くの場合、白人中流階級のミュージシャンが優勢なジャンルであるとも述べているが、実際にはビートルズ、ザ・フー、アニマルズなどイギリスのロッカーには、「白人労働者階級出身者」が多かった。アメリカのブルース・スプリングスティーンも、労働者の一部のアイコンとなっていった。
社会音楽学者サイモン・フリスは、ロックは「どこかポップ以上のもの、どこかロックンロール以上のもの」であり、それは「ミュージシャンが、スキルやテクニックに重点をおき、それをロマンチックなアート表現のコンセプトと組み合わせたからだ」とした。またロックは、ブルース・ギタリストやエレクトリック・ギタリストの強い影響を受けて発展してきた。

## 詳細

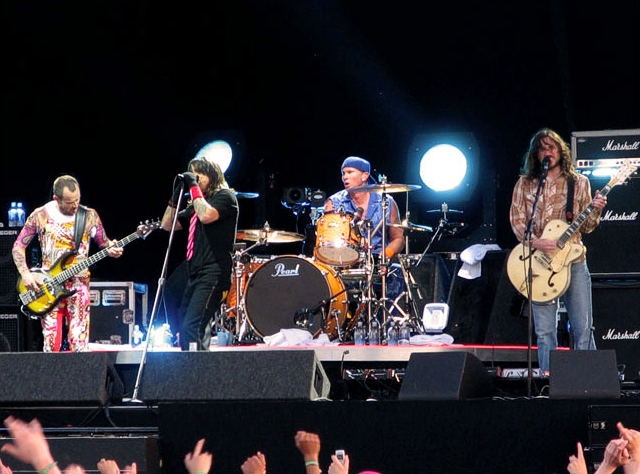
レッド・ホット・チリ・ペッパーズ（2006年撮影）：リードボーカル、ギター、ベース、ドラムという4人編成ロックバンドの典型的構成である。

ロックのサウンドは、伝統的にエレクトリックギターが中心となるが、現代的な形態のエレクトリックギターは1950年代にロックンロールの人気とともに登場したものであった。ロックにおけるエレクトリックギターのサウンドは、典型的な場合、同時期のジャズにいち早く導入されたエレクトリックベースと、ドラムとシンバルを組み合わせたドラムセットによるパーカッションによって支えられる。この3つの楽器によるトリオに加えて、他の楽器が追加されることも多く、特にピアノ、ハモンドオルガン、シンセサイザーといったキーボード類が加えられることがよくある。ロック音楽を演奏するミュージシャンのグループは、「ロックバンド」「ロックグループ」と呼ばれることが多く、典型的には2人から5人のメンバーから構成される。ロックバンドの古典的な形は、ボーカル、リードギター、リズムギター、ベース、ドラムス、また時にはキーボード、その他の楽器から、ひとつ以上の役割を引き受けるメンバー4人によって編成される。

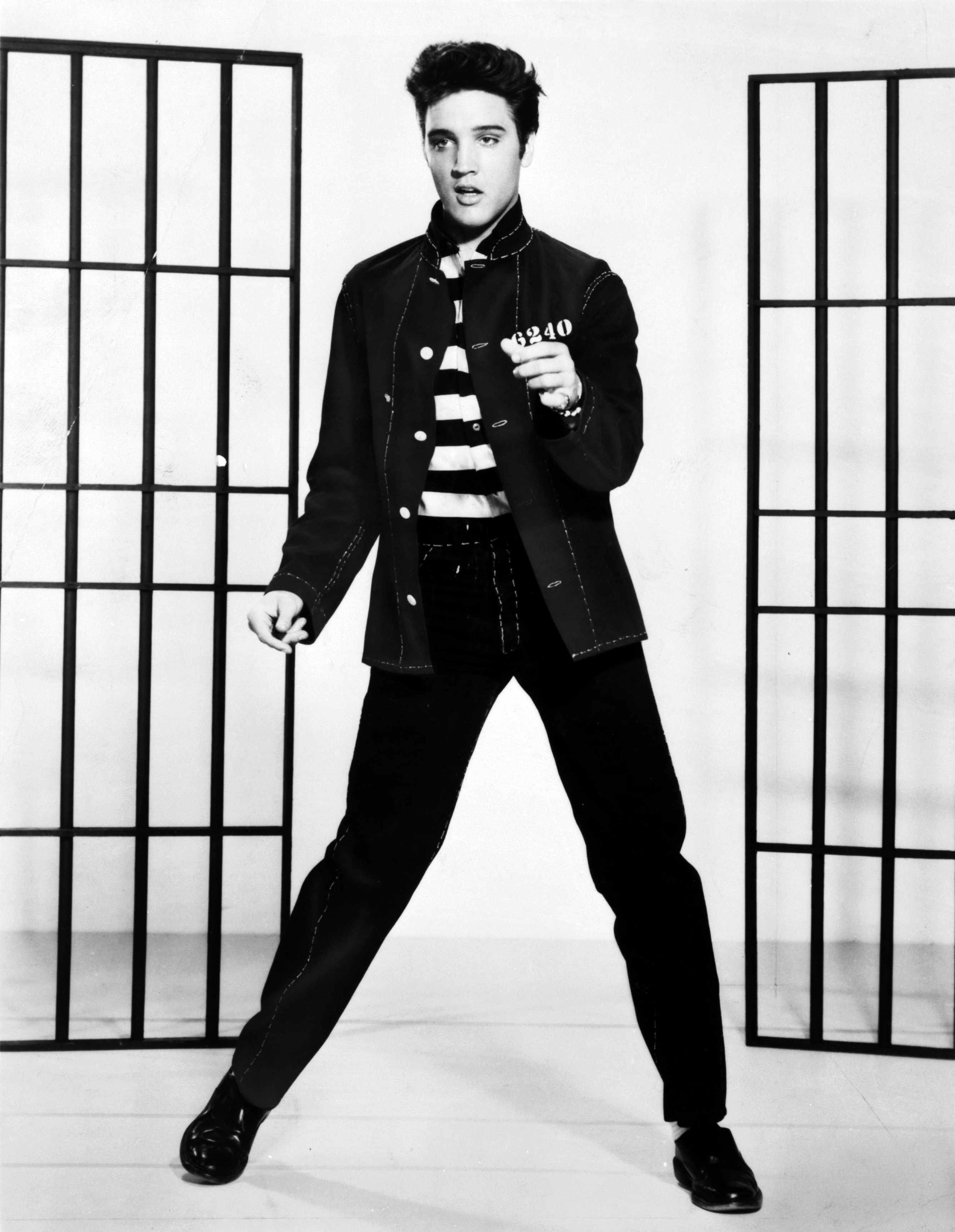
1956年に「ハートブレイク・ホテル」がヒット。その後も「ハウンド・ドッグ」「監獄ロック」などのヒットで、ロカビリー/ロックンロールのキングとも呼ばれたエルヴィス・プレスリー。

## 初期
ロックンロールという言葉は、1951年にDJのアラン・フリードによって、ダンス向きの黒人音楽を指す言葉として名付けられたとされる。1954年にはビル・ヘイリーとヒズ・コメッツの「ロック・アラウンド・ザ・クロック」が発表され、さらに1956年にエルヴィス・プレスリーがロカビリーで成功を収めると、多くのアーティストがロックの演奏をはじめ、ロックは音楽の一大ジャンルとなった。ロックは時を置かずイギリスにも上陸したものの、一方アメリカでは商業化の進展とともに活力が失われていき、1950年代末から1960年代初頭にかけては一時失速した。フォークのプロテスト精神を継承し、ロック・ミュージックは政治行動や人種、性別、セックス、ドラッグに対する社会的態度とも結びついており、旧世代による体制や、消費主義に対する若者による反乱でもあった。

## ブリティッシュ・インヴェイジョンとフォーク・ロックほか

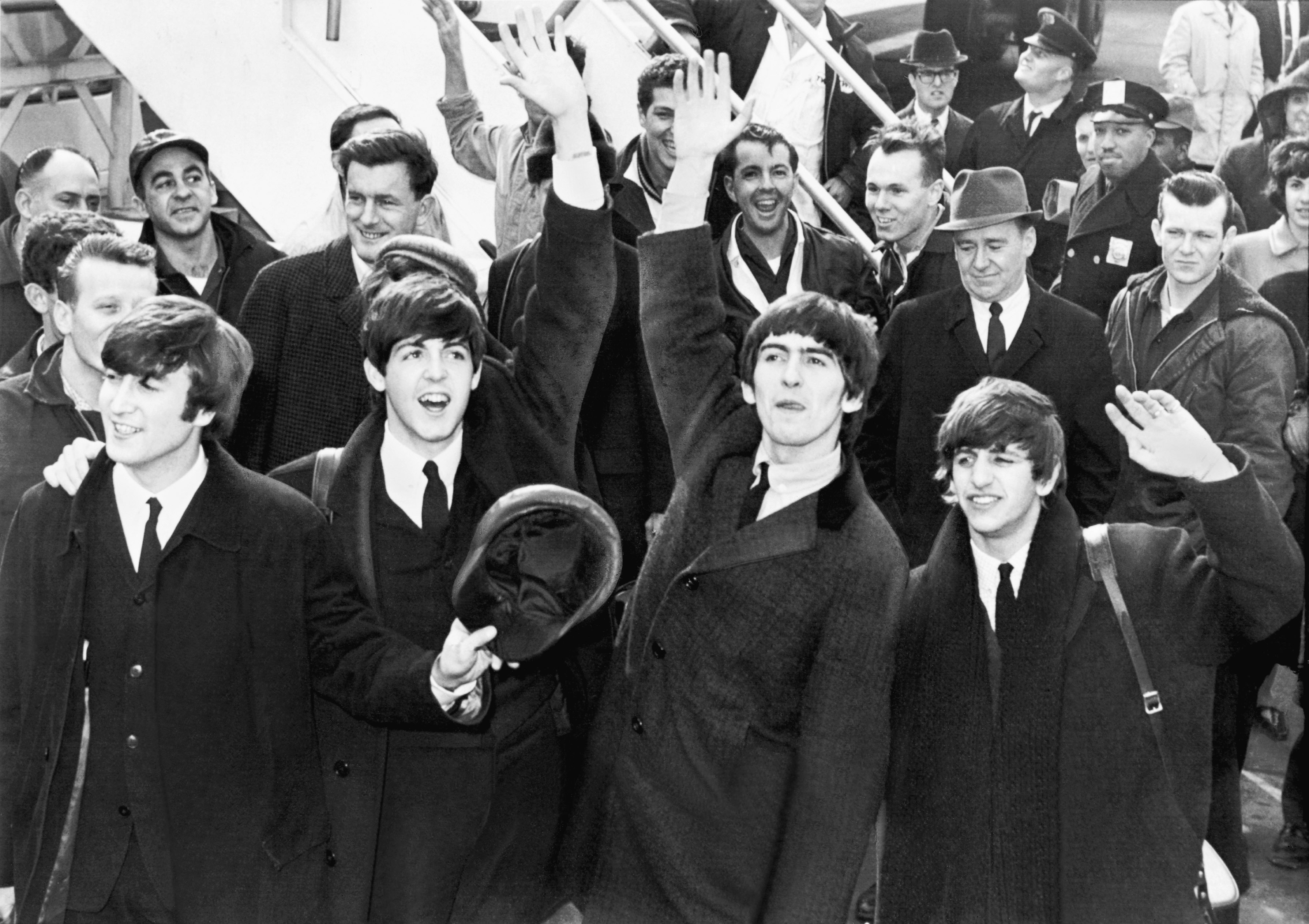
1960年代を象徴するアイドルロックグループとなったビートルズ。

1960年代後半の時期は、ロックの「黄金時代 (golden age)」「ルネッサンス」、後にクラシック・ロック(classic rock)」とも呼ばれた。
1964年、ビートルズはロックンロールが誕生した国、アメリカへの上陸を果たし、全米チャートでヒットを連発することになった。ビートルズ以外にも、エリック・バードン率いるアニマルズやローリング・ストーンズ、ザ・フー、キンクス、ゾンビーズ、デイヴ・クラーク5といったイギリスのロック・バンドなどがこの時期にアメリカでヒットを出したことから、これはブリティッシュ・インヴェイジョン （British Invasion: イギリスの侵略）と呼ばれる。アメリカでもブリティッシュ・インヴェイジョンの影響を受けて、後にガレージロックと呼ばれるグループが次々と登場し、一部のバンドは成功を収めた。その中で特に人気を博したのは、カリフォルニア出身のビーチ・ボーイズであった。ニューヨークで結成されたヴェルヴェット・アンダーグラウンドは、商業的な成功を収めることはできなかったが、ルー・リードの実験的音楽性や文学的素養からアート・ロックと呼ばれ、ドアーズやザ・ストゥージズ、後のパンク・ロックやニュー・ウェイヴに影響を与えた。
また、時を同じくしてブリティッシュ・インヴェイジョンの影響を受けたフォーク・グループも次々と登場した。これらのグループの多くは元々はフォークを演奏していた若者たちによって結成されたものであり、彼らの音楽性もフォークからの影響を受けたものであったため、この動きはフォーク・ロックと呼ばれた。フォーク・ロックの代表的アーティストには、ボブ・ディラン、バーズ、タートルズ、ママス&パパス、ボー・ブラメルズ、グラスルーツ、バッファロー・スプリングフィールドなどがいた。1960年代末からは、サンタナなどのラテン・ロック、カントリーロックのニール・ヤングやイーグルスも登場した。
このころには、1967年にカリフォルニア州のモントレーでモントレー・ポップ・フェスティバルが開催されたのを皮切りに大規模なロック・フェスティバルが各地で開催されるようになり、なかでも1969年に行われたウッドストック・フェスティバルは40万人もの観客が集結した伝説的なイベントとして語り継がれている。

## ハードロックとグラム・ロック

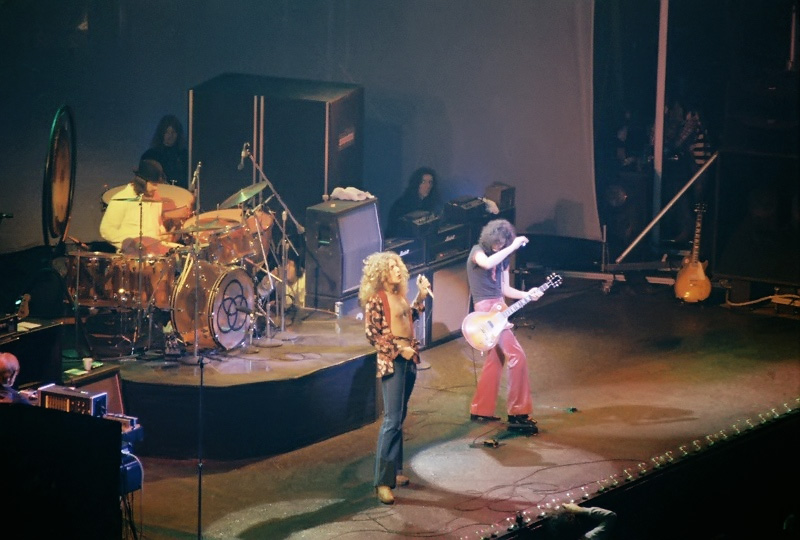
ハードロックの有名バンドとして活動したレッド・ツェッペリン。

1960年代末にレッド・ツェッペリン、クリームなどが登場し、ブルースをよりロック的に演奏することに重点を置くようになった。エレクトリックギターのエフェクター類の発展や、大音量の出せるPA等も、これらの新しいサウンドを支えた。そしてビートルズ（曲「ヘルタースケルター」）、ジミ・ヘンドリクス、クリーム、キンクスなどをルーツしたハードロックが登場した。ディープ・パープル、レッド・ツェッペリンは1970年代前半に商業的成功を収めたハード・ロックとなった。グランド・ファンク・レイルロード、フリー、ブラック・サバス、マウンテン、ユーライア・ヒープらが後に続き、1970年代にはその影響を受けたクイーン、キッス、エアロスミスがデビューした。1970年代前半には、派手なメイクのT・レックス、デヴィッド・ボウイ、ロキシー・ミュージック、モット・ザ・フープルやアリス・クーパーらのグラム・ロックも人気を博した。

## プログレッシヴ・ロック
1960年代末には実験的サウンドへの志向が強まり、長尺の曲や、難解な歌詞、楽器の演奏技術を極限まで極める傾向も出てきた。この傾向はヨーロッパ、特にイギリスにおいて強かった。シンセサイザーやメロトロンなど最新の楽器を使用し、クラシックを背景に高度な技術を駆使したロックはプログレッシブ・ロックと呼ばれた。代表的なバンドにはピンク・フロイド、イエス、キング・クリムゾン、エマーソン・レイク・アンド・パーマー、ジェネシス、ムーディー・ブルースなどがいた。

## パンク/ニューウェイヴ

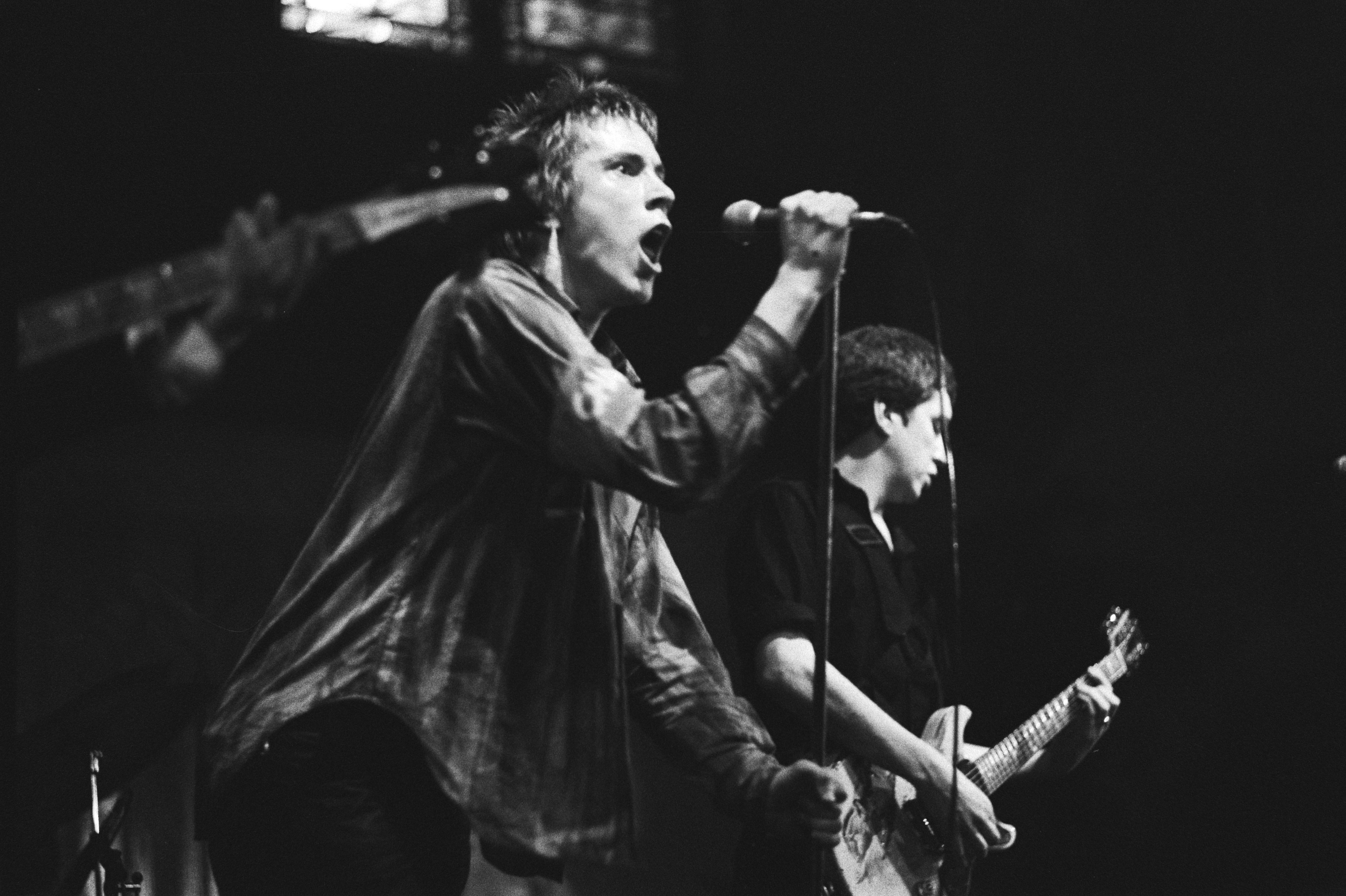
『勝手にしやがれ!!』を発表しロンドン・パンクの中心的存在となったセックス・ピストルズ

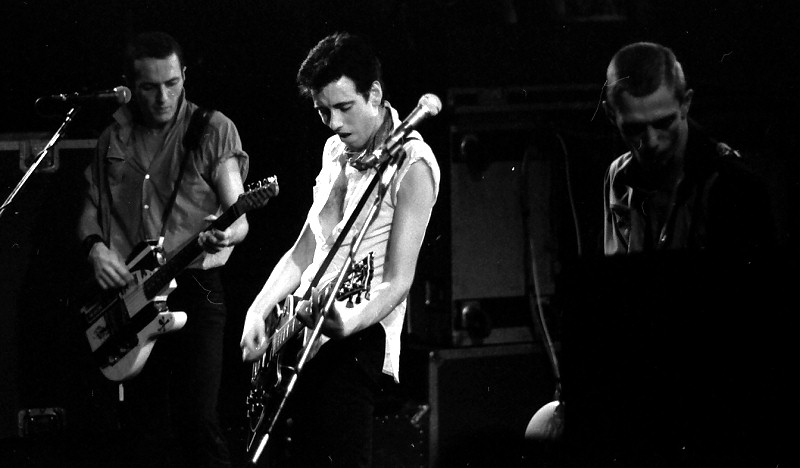
ザ・クラッシュはパンクの代表的バンドの一組だった

1970年代前半のプログレッシブ・ロックやハードロックが隆盛だったが、75年以降は産業ロックがチャートに目立つようになってきた。それに対して「ロックは死んだ」と宣言しストレートでシンプルなロックに回帰したのが、1970年代後半に生まれたパンク・ロックだった。
1973年デビューのニューヨーク・ドールズや、1970年代半ばに登場したパティ・スミス、ラモーンズ、ディクテイターズなどにより1975年ごろ誕生したといわれるパンク・ロック（いわゆるニューヨーク・パンク）は、ラモーンズのロンドン公演などを機にロンドンでも存在が知られるようになる。
1976年末にはダムドが活動をはじめ、翌年にはセックス・ピストルズが結成され、ジャム、ザ・クラッシュ、ストラングラーズらが続きロンドン・パンクが興隆、社会現象となった。当時のロンドン・パンクは、1960年代のシンプルなロックンロールの原点に戻った。パンクは、テクニックを気にしないアグレッシヴな演奏、右翼からの襲撃対象となる程、権力や体制に反抗的で過激なロックだった。パンクが短期間で終息した後は、スティッフ、2トーンらのインディー・レーベルによるニュー・ウェイヴが登場した。
ニュー・ヴェイヴの代表的ミュージシャン、バンドとして、エルヴィス・コステロ率いるジ・アトラクションズやポリス、トーキング・ヘッズ、ジョイ・ディヴィジョン、ニュー・オーダー、パブリック・イメージ・リミテッドなどがいる。

## オルタナティブ・ロックとグランジ

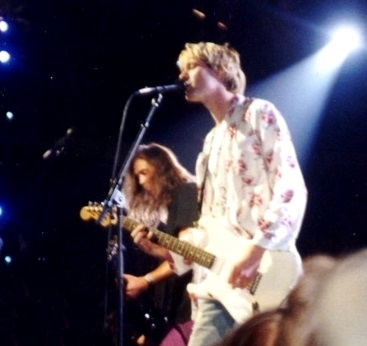
怒りや絶望、混乱をダイレクトに表現した詞とサウンドで若者の支持を集め全米一位を獲得し、グランジ・ブームの牽引役を担ったニルヴァーナ。

1980年代以降、メインストリームから外れ、パンク・ロックなどの影響を受けたオルタナティヴ・ロックが台頭した。代表的なバンドとして、ザ・ストーン・ローゼズ、プライマル・スクリーム、ザ・スミス、R.E.M.、ソニック・ユース、ピクシーズ、スマッシング・パンプキンズなどがいる。中でも、パンク・ロックとヘヴィメタルの要素を融合したグランジは、ニルヴァーナ、パール・ジャム、サウンドガーデンなどを生み、ロックの潮流を大きく変えた。
電子音楽やノイズミュージックとハードロックやヘヴィメタルを融合したインダストリアル・ロックも登場した。代表的なバンドとして、ミニストリーやナイン・インチ・ネイルズなどがいる。
また、ヒップホップの台頭を受け、レッド・ホット・チリ・ペッパーズ、レイジ・アゲインスト・ザ・マシーン、コーンなど、ファンクやヘヴィメタルとヒップホップを融合させるバンドも現れた。

## ブリットポップ
1990年代、ロンドンやマンチェスターを中心に、ブリティッシュ・インヴェイジョン、グラム・ロック、パンク・ロックといったイギリスのロック黄金期の影響を受けたブリットポップと呼ばれるバンドが多くデビューした。代表的なバンドとして、ブラー、オアシス、スウェード、パルプ、ザ・ヴァーヴなどがいる。また、フィードバック・ノイズやディストーションなどを複雑に用いたギターによるミニマルなリフの繰り返し、浮遊感のあるサウンドが特徴のシューゲイザーも登場する。代表的なバンドとして、マイ・ブラッディ・ヴァレンタイン、ジーザス&メリーチェイン、ライドなどがいる。

## ポストロック
1990年代以降、ギターをリフやパワーコードではなく音色や響きを重視して演奏するなど、ロックの枠組みにとらわれない新しいサウンドを目指すアーティストが出現する。代表的なミュージシャンとして、シカゴ出身のトータスやジム・オルークがいる。
テクノ・ミュージックの隆盛により、ロックとテクノを融合させたアーティストも多く生まれた。代表的なミュージシャンとして、マッシヴ・アタック、プロディジー、ケミカル・ブラザーズなどがいる。また、ブリットポップ出身のレディオヘッドがエレクトロニカの要素を強め、電子音楽とロックの境界はさらに縮まった。
2000年代以降は、音楽性の多様化でロックをカテゴライズするのが難しくなっていく。パンクやニューウェイヴの流れをくむガレージロックでは、ザ・ホワイト・ストライプス、ザ・ストロークス、ザ・リバティーンズ、アークティック・モンキーズなどがいる。ダンス・ミュージックとパンクを融合したダンス・パンクでは、LCDサウンドシステム、フランツ・フェルディナンド、!!!などがいる。プログレッシブ・ロックとヘヴィメタルを融合したプログレッシブ・メタルでは、トゥールやアイシスがいる。インストゥルメンタルを主軸に置くポストロックでは、モグワイやゴッドスピード・ユー!・ブラック・エンペラーがいる。実験音楽やサイケデリック・ロックなどを融合したドリーム・ポップでは、シガー・ロスやアニマル・コレクティヴがいる。